# 古斯曼镇
古斯曼镇是西班牙安达卢西亚自治区韦尔瓦省的一个市镇。总面积336平方公里，总人口3196人（2001年），人口密度10人/平方公里。